# GiFT
GiFT（ギフト）は日本の二人組である。所属事務所はアービング。広島県出身。2005年に結成。2007年、コロムビアミュージックエンタテインメントからメジャー・デビュー。リュ・シウォンと親交が深く、楽曲提供を行った。2009年4月11日解散。

## メンバー
- 松田幸治（まつだこうじ、1981年5月12日 ）
- 竹本洋介（たけもとようすけ、1981年5月21日 ）

## ディスコグラフィー

### インディーズ・シングル
1. 夕焼け（2005年10月19日）ベルウッド・レコード
  1. 夕焼け
  2. A&I
  3. PICTURE
  4. 夕焼け「カラオケ」
2. それでも（2006年6月7日）アービング
  1. それでも
  2. Summer★Rock
  3. 夢想
  4. それでも(カラオケ)
3. WALK（2007年4月11日）
  1. WALK
  2. JEWEL BOX～夏が落とした宝物～
  3. もう一度抱きしめて
  4. WALK(instrumental)

### メジャー・シングル
1. 勝利ノウタ(2007年10月24日) 
  1. 勝利ノウタ
  2. AGAIN
  3. シリウス
  4. 勝利ノウタ(Instrumental)
2. 絆ノウタ(2008年2月6日)
  1. 絆ノウタ
  2. 7DAYS
  3. STARS
  4. 絆ノウタ(Instrumental)
3. 裸足の天使(2008年7月23日) 
  1. 裸足の天使
  2. 花(リュ・シウォン提供楽曲のセルフカヴァー)
  3. DESIRE
  4. 裸足の天使(Instrumental)
4. HERO(2008年11月19日)
  1. HERO
  2. Long way～10年後の君へ～
  3. 勝利ノウタ (Victory Mix) (ボーナストラック)
  4. HERO(instrumental)

### アルバム
1. GIFT(2008年8月20日)
  1. 勝利ノウタ
  2. Summer★Rock
  3. 裸足の天使 (Album Version)
  4. 君と涙と僕
  5. 夢想 (Album Version)
  6. 絆ノウタ
  7. WALK
  8. 虹
  9. 矛盾だらけのWedding Song
  10. シリウス (Orchestra Version)
  11. 愛ノウタ

### 楽曲提供
1. リュ・シウォン「桜」